# راسموین (اوهایو)
راسموین (به انگلیسی: Rossmoyne) یک منطقهٔ مسکونی در ایالات متحده آمریکا است که در شهرستان همیلتون، اوهایو واقع شده‌است. راسموین ۱٫۵ کیلومتر مربع مساحت و ۲٬۲۳۰ نفر جمعیت دارد و ۲۵۶٫۰۴ متر بالاتر از سطح دریا واقع شده‌است.